# شمسيا حساني
شمسية حساني ولدت في إيران، هاجر أبوها إلى قندهار، هي فنانة أفغانية تمارس فن الجرافيتي، ترشحت لنيل جائزة آرتريكر بلندن.
ومن بين أعمالها صورة المرأة ذات البرقع الأزرق.
هي أستاذة نحت في جامعة كابول. لقد بدأت ترسم فن الشارع في كابول، ثما في الهند، إيران، ألمانيا، إيطاليا، سويسرا عن طريق البعثات الدبلوماسية في كابول وخلال سنة 2014، كانت إحد أعضاء لجنة المفكرين.

## بدايتها
ولدت سنة 1988 في طهران، حيث هاجرت مع والدها إلى قندهار خلال سنوات الحرب. كانت بدايتها في الرسم خلال طفولتها ولم يسمح لها بدراسة الفنون، عند عودتها إلى كابول عام 2005، درست الفن التقليدي في جامعة كابول، وفي وقت لاحق انضمت إلى الجامعة كاأستاذة مشاركة في النحت 
تعلمت فن الكتابة على الجدران في الدورة التي عقدت في كابول خلال ديسمبر 2010 من طرف فنان غرافيتي من المملكة المتحدة معروف بالاسم تشو، بعد هذه الورشة بدأت ممارسة فن الشارع على جدران المنازل في شوارع كابول، هذا الفن أقل تكلفة بكثير من لوازم الفن التقليدي، واحد من أعمالها على جدران في المركز الثقافي في العاصمة، هي صورة امرأة ترتدي البرقع تجلس تحت الدرج، كتبت ما يلي: الماء يمكن أن يعود في جفت النهر، ولكن ما مصير الأسماك التي ماتت؟، أنهت عملها بسرعة في غضون 15 دقيقة، لتجنب أي مضايقات.

## أعمالها
عرضت أعمالها في مشروع بعنوان حلم الكتابة على الجدران، بعد ذلك تعرض سلسلة من خلال عملها تبرز اضطهاد المرأة الأفغانية في المجتمع، في عام 2014، شاركت في الدور النهائي لجائزة أرتركر من خلال مشروع "سحر الفن هو سحر الحياة"، في 14 يونيو 2013، عرضت جدارية بمناسبة الإضراب النساء العاملات في جنيف وأيضا في زوريخ، هو تاريخ رمزي في سويسرا لأن هذا اليوم هو ذكرى الإضراب النساء سنة 1991.